# Love Matters
Love Matters, född 1 april 2013 i USA, är en amerikansk varmblodig travhäst. Han inledde karriären hos Jimmy Takter i Nordamerika. År 2017 importerades han till Sverige, där han tränades av Daniel Redén och kördes av Örjan Kihlström.
Love Matters tävlade åren 2015–2018. Han började tävla sommaren 2015 och var obesegrad i sina sex första starter. Han sprang in totalt 5,2 miljoner kronor på 48 starter varav 15 segrar, 7 andraplatser och 8 tredjeplatser. Han tog karriärens största segrar i Glenn Kosmos Memorial (2017), Fyraåringseliten (2017) och Uno Sweds Minneslopp (2018).
Efter karriären har han varit verksam som avelshingst i Italien sedan 2020.